# Arabe turc
L’Arabe turc (turc : Türk Arap) est la race de chevaux de selle de type arabe propre à la Turquie. Elle constitue l'une des deux races de chevaux officiellement reconnues dans ce pays. L'Arabe turc s'est répandu en Asie et en Europe à la faveur des conquêtes des armées ottomanes.

## Histoire

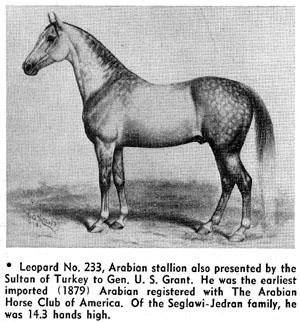
Leopard, un étalon arabe turc exporté aux États-Unis en 1879, après avoir été présenté par le sultan au général Ulysses S. Grant.

La race Arabe turc s'est constituée par croisements entre les juments locales de Turquie, dites anatoliennes, et des chevaux arabes de diverses origines,. Les conquêtes ottomanes entraînent la diffusion de chevaux Arabe turc dans de nombreux lieux d'Europe et d'Asie, en particulier en Crète, à Chypre, et en Albanie.
Dans les années 1920 et 1930, des étalons arabes sont importés vers la Turquie depuis des pays voisins, en particulier depuis l'Irak et la Syrie. Des lignées maternelles de pure race Arabe ont été préservées dans divers haras turcs sous l'Empire ottoman. La race arabe locale reçoit l'attention de Mustafa Kemal Atatürk.
Un registre d'élevage a été établi pour la race en vertu d'une loi promulguée en 1926, ce qui en fait l'une des deux races de chevaux d'origine turque à disposer d'un tel registre et d'une reconnaissance nationale. 
Jusqu'en 2005, la filiation des chevaux s'établissait par typage sanguin, une technique remplacée par le typage ADN dès l'année suivante. Les poulains sont identifiés par la pose d'une puce électronique.

## Description
De modèle léger, le cheval arabe turc tend à être plus grand que les autres souches de chevaux dites arabes, puisqu'il mesure environ 1,52 m. Cette particularité provient de sa sélection pour les courses locales. Son tour de canon est de 19 cm en moyenne. Il existe trois lignées répertoriées : Kuhailan, Saklawi et Hamdani.

## Utilisations
Il est élevé préférentiellement pour les courses, qui représentent un secteur économique important en Turquie. Sa rapidité est supérieure à celle des autres lignées de chevaux arabes. L'Arabe turc est admis en croisement parmi les races constituant le cheval touranien.

## Diffusion de l'élevage
L'existence de registres permet une estimation assez fiable de la présence de ces chevaux en Turquie. En 2008, 10 200 sujets sont répertoriés dans le pays, pour 1 100 naissances, 250 étalons reproducteurs et 1 600 juments. L'étude menée par l'Université d'Uppsala en 2007 le signale comme race locale asiatique dont le niveau de menace est inconnu. L'Arabe turc naît dans trois haras nationaux : Ciftaler, Karacabey et Sultan Suyu, ainsi que dans de nombreux haras privés